# Ахарнес
Ахарнес (на гръцки: Αχαρνές) е град и дем в област Атика, Гърция, на практика предградие на столицата Атина.
Населението на дема е 106 943 жители (2011 г.), има площ от 146,4 кв. км. Населението на самия град е 99 346 жители (по данни от 2011 г.). Намира се на 186 метра надморска височина.